# آر تي الإسبانية
آر تي الإسبانية هي قناة تلفزيونية ناطقة باللغة الإسبانية تابعة لشبكة آر تي، تتميز آر تي الإسبانية بمقدميها الإخباريين وبرامجهم التي تختلف عن قنوات آر تي الإنجليزية والعربية، ولكنها تقدم أيضا إصدارات مترجمة من برامج آر تي الإنجليزية.
تركز القناة على الأخبار والسياسة والرياضة والبث الإذاعي، يقع مقرها في موسكو، لكن لها مكاتب في ميامي ولوس أنجلوس ومدريد وماناغوا وكراكاس وهافانا وبوينس آيرس.
يعمل فيها حالياً حوالي 200 موظف بما في ذلك 35 صحفياً أجنبياً من إسبانيا والأرجنتين والولايات المتحدة وتشيلي ونيكاراغوا وفنزويلا، كما أن لديها صحفيين من روسيا وصربيا يتحدثون الإسبانية.

## التاريخ
- في 15 يونيو 2006 ذكرت صحيفة «فايننشال تايمز» أن روسيا تدرس خطط لإنشاء قناة باللغة الإسبانية، أعلن هذا رسميا في عام 2007 و 28 ديسمبر 2009

## التغطية
بدأت التغطية في إسبانيا من خلال تلفزيون أورانج، فودافون وموفيستار تف بلس، تيليكابل وغيرها، كما يمكن الوصول إلى القمر الصناعي والعديد من شركات التلفزيون بالاشتراك في أمريكا اللاتينية 7.
- في فودافون اسبانيا بدأ البث في ديسمبر 2010 خلال زيارة فلاديمير بوتين إلى كريستينا فرنانديز دي كيرشنر في 12 يوليو 2014 في بوينس آيرس، أعلن أن الإشارة ستكون متاحة في التلفزيون الرقمي المفتوح مجانا، وتم ذلك في 10 أكتوبر 2014، لتصبح أول وسائل الإعلام المنتجة خارج أمريكا اللاتينية للدخول في شبكة التلفزيون الحكومية في الأرجنتين، وقناة تيليسور (وهو قناة دولية أخرى تبث في TDA) يبث في فنزويلا ويتم تمويلها جزئيا من قبل الحكومة الأرجنتينية وغيرها من الأمريكيين اللاتينيين، وأيضا فنزويلا التي منذ 1 ديسمبر 2014 ينقل عبر الهواء على ديريكتف، والتي أدرجت في شبكة قناتها.
- منذ مايو 2015، يتم بث آر تي بدقة عالية الوضوح في شيلي من خلال مجموعة غد.
- في نهاية مارس 2016 إكوادور آر تي يدخل من خلال تلفزيون الكابل المجموعة، واحدة من أكبر المشغلين في البلاد، آر تي الإسبانية متوفرة في أكثر من 900 مشغلي التلفزيون الخاص في أمريكا اللاتينية وإسبانيا، وبالإضافة إلى ذلك، تبث القنوات الوطنية لفنزويلا وكوبا جزءا من برنامج السلسلة الروسية.
- في 9 يونيو 2016، أعلنت الحكومة الأرجنتينية موريسيو ماكري، من خلال النظام الفيدرالي والملفات العامة وسائل الإعلام تعليق إشارة آر تي في TDA، وأعلن هرنان لومباردي رئيس وسائل الإعلام العامة الأرجنتينية استعراض المسألة، وقال مارتن ساباتيلا الرئيس السابق لأفسكا أن الفشل يرجع إلى مواءمة الحكومة الأرجنتينية مع الولايات المتحدة. وأخيرا، نفذ اتفاقا حيث ظلت إشارة TDA في الأرجنتين، بالإضافة إلى تبادل مشاريع البرمجة، والمعاملة بالمثل وافقت على نشر المحتوى الأرجنتيني في روسيا مع العديد من الإنتاج المشترك.
- في 13يوليو 2016 تم الإعلان عن وصول آر تي إلى المكسيك من خلال مشغل الكابلات إزي تليكوم واحدة من مشغلي الكابلات، وفي 13 يوليو 2016 تم الإعلان عن وصول آر تي إلى المكسيك من خلال مشغل الكابلات إزي تليكوم.

## أهمية
أمريكا اللاتينية هي ثاني أكبر منطقة تتصفح (rt.com) على الإنترنت. في عام 2013، صعدت آر تي إلى قائمة المواقع ال 100 الأكثر مشاهدة في سبعة بلدان في أمريكا اللاتينية.

## وصلات خارجية
- الموقع الرسمي